# San Juan de los Lagos, Jalisco
San Juan de los Lagos är en kommunhuvudort i Mexiko.   Den ligger i kommunen San Juan de los Lagos och delstaten Jalisco, i den centrala delen av landet, 400 km nordväst om huvudstaden Mexico City. San Juan de los Lagos ligger 1 750 meter över havet och antalet invånare är 45 671.
Terrängen runt San Juan de los Lagos är huvudsakligen platt, men västerut är den kuperad. San Juan de los Lagos ligger nere i en dal. Runt San Juan de los Lagos är det glesbefolkat, med 20 invånare per kvadratkilometer. San Juan de los Lagos är det största samhället i trakten. I omgivningarna runt San Juan de los Lagos växer huvudsakligen savannskog.